# Der Mexikaner Felipe Rivera
Der Mexikaner Felipe Rivera (Originaltitel: engl. The Mexican) ist eine Erzählung des US-amerikanischen Schriftstellers Jack London, die erstmals 1911 erschien.
Die Geschichte ist in der Zeit der Mexikanischen Revolution angesiedelt, von der London als Korrespondent für das Magazin Collier’s ab 1914 berichtete.

## Inhalt
Der junge Felipe Rivera bietet sich einer Gruppe von Revolutionären unter der Leitung von Paulino Vera als Helfer an. Sein verschlossenes Wesen erregt aber zunächst Misstrauen und er wird verdächtigt, lediglich für das Regimes von Porfirio Díaz spionieren zu wollen. Rivera verrichtet zunächst kleinere Arbeiten, fällt aber wiederholt dadurch auf, dass er, wenn es der Bewegung an Geld mangelt, für kurze Zeit verschwindet und anschließend mit einer entsprechenden Summe zurückkehrt. Außerdem tötet er den Bundesanwalt Juan Alvarado, der aktiv gegen die Aufständischen vorging.
Um ausreichend Waffen und Munition für den Kampf zu besorgen, fehlt es den Revolutionären an finanziellen Reserven. Rivera verspricht, innerhalb von drei Wochen 5.000 Dollar beschaffen zu können. Zugleich sucht der Boxveranstalter Kelly einen Herausforderer für den New Yorker Danny Ward. Durch Vermittlung des Trainers Roberts meldet sich Rivera, gegen den der Promoter und sein Bruder, ein Buchmacher, zunächst Vorbehalte haben. Auf Zureden Roberts’ wird er jedoch verpflichtet. Nach einer Diskussion mit Ward einigen sich die Verantwortlichen, dass der Sieger die komplette Kampfbörse erhält.
Bereits in der ersten Runde gelingt es Rivera zur Überraschung aller Zuschauer, Ward zu Boden zu strecken. Dieser passt sich im weiteren Verlauf aber der Technik des Mexikaners an, der außerdem wiederholt vom Ringrichter benachteiligt wird. In einer Pause bietet Kelly Rivera an, ihm zu einer glänzende Karriere zu verhelfen, wenn er absichtlich verliert. Auch sein Betreuer Spider Hagerty macht dem jungen Mann klar, dass der Referee einen möglichen Sieg unter allen Umständen verhindern wird. Am Ende versucht sogar ein Wachtmeister zugunsten Wards einzugreifen. Der Mexikaner kann seinen Kontrahenten dennoch k. o. schlagen.

## Veröffentlichungen
The Mexican erschien erstmals am 19. August 1911 in einer Ausgabe der Zeitschrift The Saturday Evening Post, London erhielt für die Zuarbeit einen Betrag in Höhe von 750 US-Dollar.
1913 verlegte Grosset & Dunlap in New York das Werk zusammen mit anderen Erzählungen Londons als Teil des Sammelbandes The Night-Born erstmals in Buchform.
In der DDR erschien Der Mexikaner Felipe Rivera 1951 zusammen mit der Kurzgeschichte Der Schrei des Pferdes als Nr. 163 der Insel-Bücherei, die Übersetzung besorgte Erwin Magnus. In den Folgejahren edierten auch der Sportverlag Berlin, der Volk und Wissen Verlag sowie der Reclam Verlag Londons Werk.

## Adaptionen

### Verfilmungen
Die Erzählung wurde 1952 unter dem Titel The Fighter durch das Studio United Artists und unter der Regie von Herbert Kline verfilmt, die Hauptrolle gab Richard Conte.
1955 entstand in der Sowjetunion die Verfilmung
Мексиканец (Mexikanez) mit Oleg Strischenow und Gennadi Stepanow als Rivera und Ward, Boris Andrejew als Paulino Vera sowie Georgi Wizin, Sergei Troizki und Georgi Danelija in Nebenrollen.
1984 drehte Edgar Kaufmann in der DDR den Fernsehfilm Der Mexikaner Felipe Rivera mit dem Ungarn László Lamanda in der Titelrolle und Hartmut Schreier als Danny Ward.

### Hörspiele
Der Rundfunk der DDR strahlte am 28. September 1962 erstmals ein auf der Erzählung beruhendes Hörspiel aus. Unter der Regie von Werner Grunow sprachen u. a. Horst Weinheimer (Felipe Rivera), Hannjo Hasse (Arelano) und Jochen Thomas (Paulino Vera).
Eine weitere Produktion des Rundfunks der DDR entstand 1983 unter der Regie von Detlef Kurzweg, die am 28. August 1983 erstgesendet wurde. Es sprachen u. a. Detlef Bierstedt, Walter Wickenhauser und Peter Hladik.